# Giulia ha picchiato Filippo
Pour plus de détails, voir Fiche technique et Distribution.
Giulia ha picchiato Filippo (traduction littérale : « Julie a frappé Philippe ») est un documentaire court métrage écrit et réalisé par Francesca Archibugi pour la Journée internationale pour l'élimination de la violence à l'égard des femmes. Le film est sorti en 2012.

## Synopsis
Le court-métrage, en deux parties, fait part des témoignages de femmes violentées suivis d'une courte fiction.
Dans la première partie, une vidéo montre les visages de femmes battues qui se sont tournées vers les centres anti-violence. Ils racontent leur histoire  toutes différentes mais semblables par la violence : Elles ont été maltraités pendant des années, lâchement, secrètement, au foyer, par les maris, petits amis, compagnons, passés ou présents, souvent en présence des enfants.
La seconde partie est une courte fiction. Dans une école maternelle, Giulia, une élève douce et tranquille, souffre de la persécution de Filippo, un enfant reconnu comme difficile et agressif, sous les yeux des professeurs qui l'incitent à supporter ces agissements. Mais un jour, Giulia se rebelle et pour la première et unique fois elle bat Filippo. Ce renversement des rôles provoque étonnement et confusion chez les enseignants et parents, appelés à intervenir pour sermonner la petite qui n'a pas respecté ce que chacun attend d'elle : tolérance et soumission. Son père qui est le seul à la défendre finit par céder à la pression des professeurs et de la mère de Filippo. Finalement Giulia est obligée de demander pardon.

## Fiche technique
- Titre :Giulia ha picchiato Filippo
- Réalisation : Francesca Archibugi
- Scénario : Francesca Archibugi
- Montage : Esmeralda Calabria
- Production : Associazione Differenza Donna 
 Atabulo 
 Ministero per le Pari Opportunità
- Genre : Documentaire
- Durée : 24 minutes
- Pays : Italie
- Année : 2012[2]

## Distribution
- Riccardo Scamarcio
- Jasmine Trinca,
- Lucia Mascino,
- Jacopo Commisso,
- Ludovica Mezzanotte[2].